# Costa del Maresme

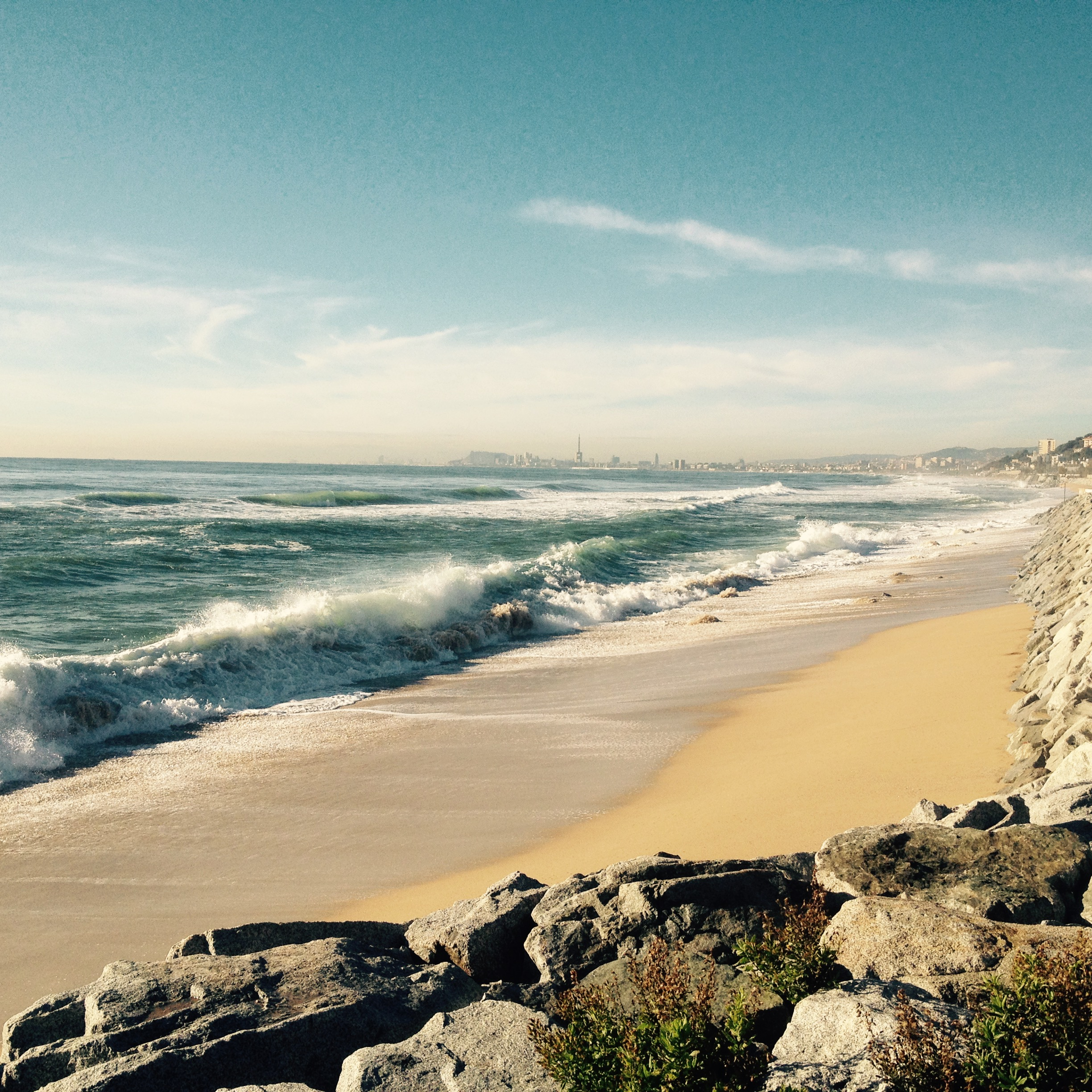
Playa de Mataró (Costa del Maresme).

La Costa del Maresme es el litoral de la comarca del mismo nombre que se extiende desde el municipio de Montgat hasta el río La Tordera, en la Provincia de Barcelona, Cataluña, España. Situada a pocos kilómetros del norte de Barcelona, esta franja costera se encuentra enmarcada entre la Cordillera Litoral y el mar Mediterráneo. Limita al norte con la Costa Brava (Provincia de Gerona) y con la Costa del Garraf (al sur de la ciudad de Barcelona).
Es precisamente la Cordillera Litoral la que protege a la comarca del Maresme de los vientos del norte proporcionándole su clima suave. Sus extensas playas de arena dorada, los pueblos marineros y la luminosidad del Mediterráneo han dado lugar a lo largo de los años a pueblos de gran tradición turística. 

## Litoral
A lo largo de sus 55km de litoral, la costa del Maresme cuenta con 54 playas y calas, en las que se puede encontrar desde playas urbanas, con todo tipo de servicios, hasta las playas más naturales. Hay playas donde ondea la Bandera Azul, algunas más distinguidas con el Compromiso de sostenibilidad Biosphere y otras certificadas con la Q de Calidad Turística.
Por otra parte, Calella, Pineda de Mar, Santa Susana y Malgrat de Mar poseen la certificación de “Playa en familia”. Estas localidades ofrecen instalaciones y servicios pensados para las vacaciones familiares en las que se puede disfrutar de mini clubes en las playas, menús adaptados en los restaurantes, tronas y cambiadores, animación infantil, etc.
La pesca se concentra en Arenys de Mar, primer puerto pesquero de la costa del Maresme, aunque también tiene otras instalaciones portuarias de tipo deportivo como la de El Masnou o la de Puerto Balís, en San Andrés de Llavaneras, el puerto de Mataró y el puerto de Premiá de Mar. Además, las localidades de San Pol de Mar y Arenys de Mar han sido distinguidas como villas marineras por la Agencia Catalana de Turismo.

## Naturaleza
El fondo marino del litoral de Mataró posee una comunidad natural de algas que contiene posidonia oceánica, una planta muy beneficiosa para el medio ambiente y los ecosistemas marinos. Esta localización ha sido declarada Zona Especial de Conservación (ZEC) por parte de la Generalidad de Cataluña y con el objeto de protegerla se ha lanzado el proyecto Posidonia 2021.

## Playas del Maresme

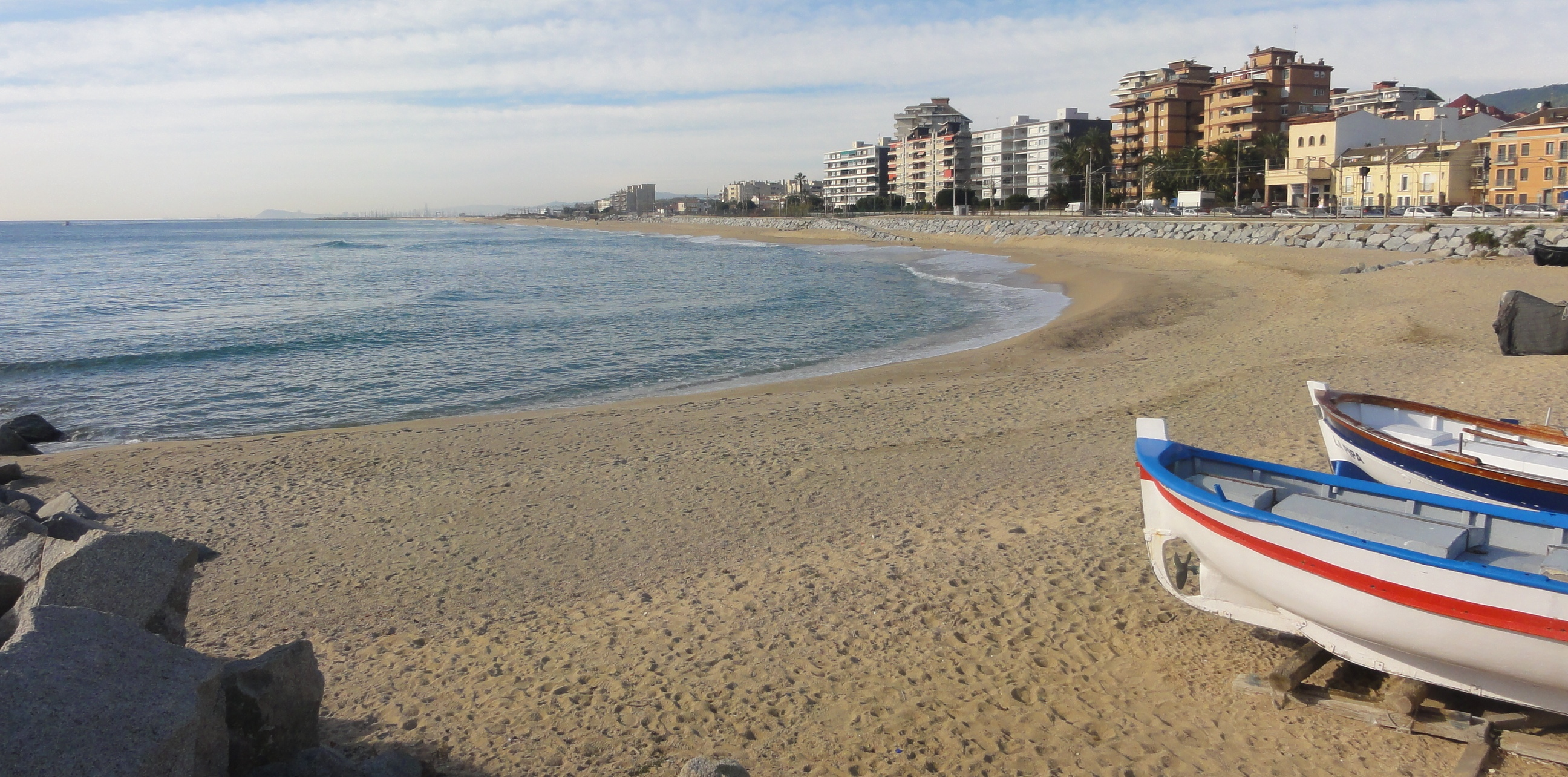
Playa de Poniente, en Vilasar de Mar.

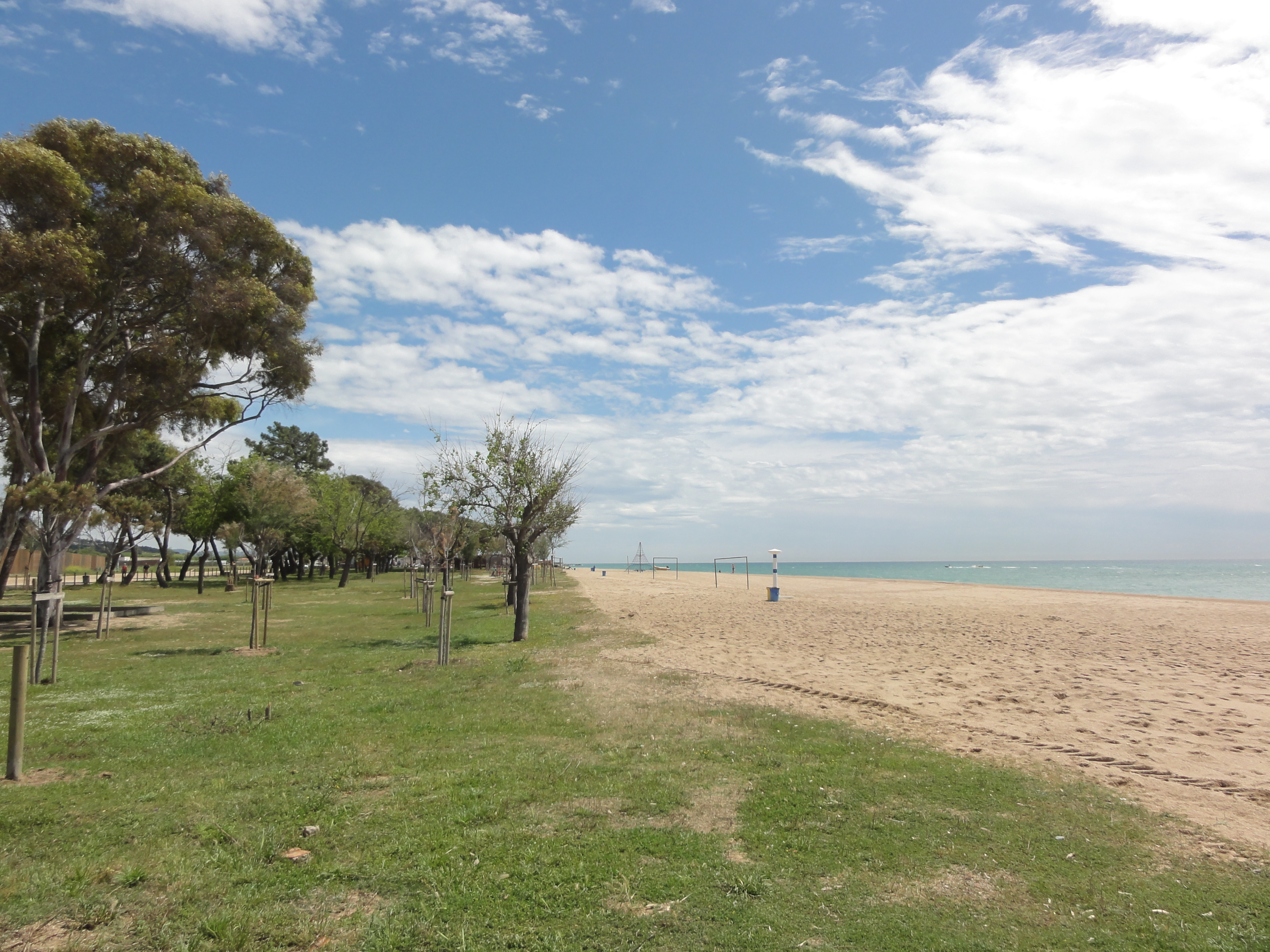
Playa de los Pinos, en Pineda de Mar.

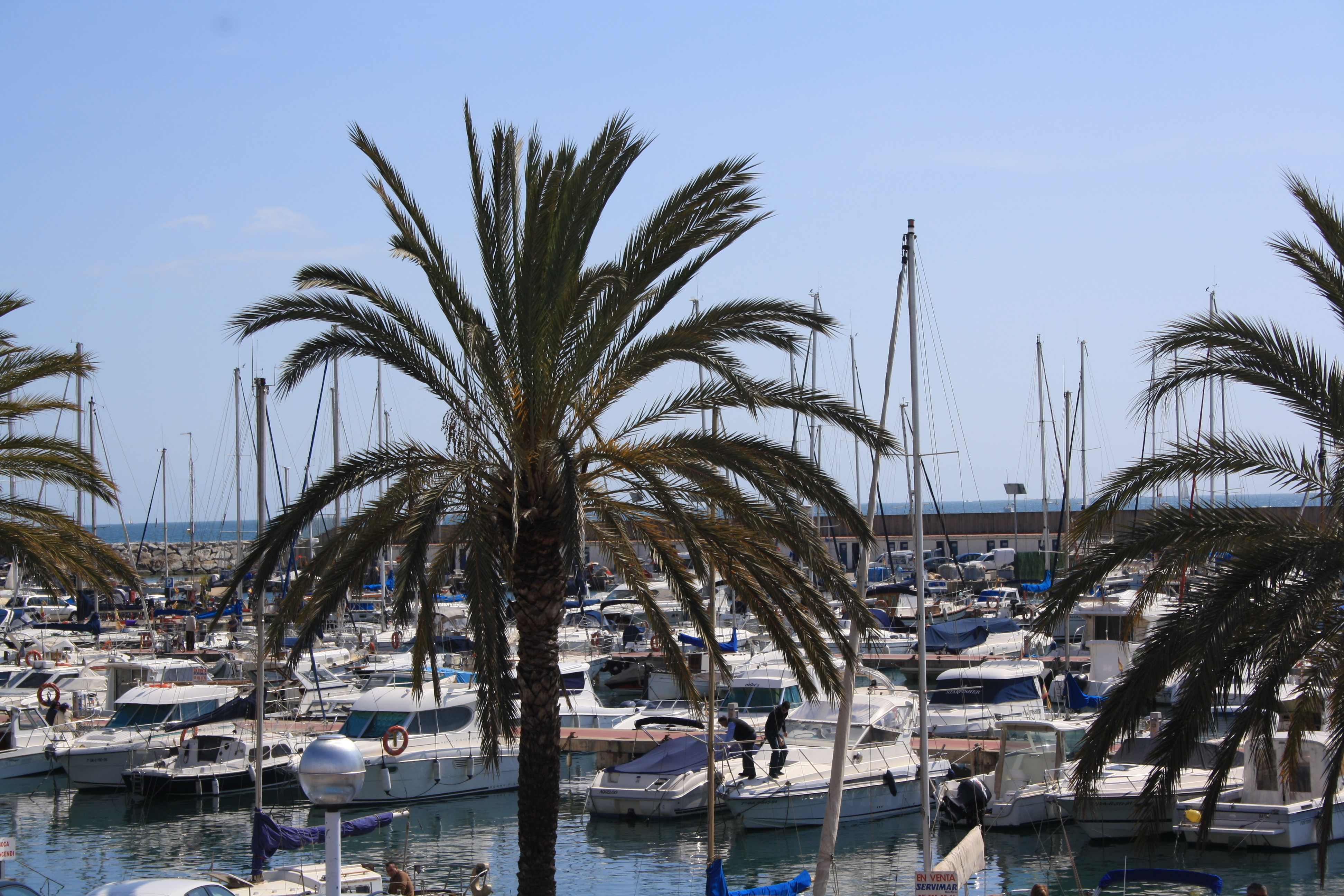
Puerto deportivo de El Masnou.

Playas de la costa Maresme, de sur a norte:
- Cala Taps, Montgat
- Playa de les Roques, Montgat
- Playa de les Barques, Montgat
- Playa de Can Tano, Montgat
- Playa de Monsolís, Montgat
- Playa dels Toldos, Montgat
- Playa El Masnou, El Masnou
- Playa d’Ocata, El Masnou
- Playa de Ponent i de la Descàrrega, Premiá de Mar
- Playa de Pla de l’Os i Bellamar, Premiá de Mar
- Playa de Llevant, Premiá de Mar
- Playa de Ponent, Vilasar de Mar
- Playa de l’Astillero, Vilasar de Mar
- Playa de l’Almadrava, Vilasar de Mar
- Playa dels Vinyals, Cabrera de Mar
- Playa del Molí, Cabrera de Mar
- Playa de Santa Margarida, Cabrera de Mar
- Playa de Ponent, Mataró
- Playa del Varador, Mataró
- Playa del Callao, Mataró
- Playa de Sant Simó, Mataró
- Playa de l’Estació, San Andrés de Llavaneras
- Playa de les Barques, San Andrés de Llavaneras
- Playa del Balís, San Andrés de Llavaneras
- Playa Sant Vicenç de Montalt, San Vicente de Montalt
- Playa dels Tres Micos, Caldetas
- Playa Kalima, Caldetas
- Playa de la Musclera, Arenys de Mar
- Playa de la Picòrdia, Arenys de Mar
- Playa del Cavaió, Arenys de Mar
- Playa del Cavaió, Canet de Mar
- Playa de Canet, Canet de Mar
- Playa de les Roques Blanques, San Pol de Mar
- Playa de la Murtra, San Pol de Mar
- Playa de Can Villar, San Pol de Mar
- Playa de Sant Pol, San Pol de Mar
- Playa de les Barques, San Pol de Mar
- Plata les Escaletes, San Pol de Mar
- Playa la Platjola, San Pol de Mar
- Playa del Morer, San Pol de Mar
- Playa de les Roques, Calella
- Playa de Garbí, Calella
- Playa Gran, Calella
- Playa Poblenou, Pineda de Mar
- Playa de la Riera, Pineda de Mar
- Playa dels Pescadors, Pineda de Mar
- Playa dels pins, Pineda de Mar
- Playa de les Dunes, Santa Susana
- Playa de les Caletes, Santa Susana
- Playa de Llevant, Santa Susana
- Playa de l’Astillero, Malgrat de Mar
- Playa Malgrat Centre, Malgrat de Mar
- Playa de la Conca, Malgrat de Mar
- Playa de la Punta de la Tordera, Malgrat de Mar

## Puertos deportivos
- Port d'Arenys de Mar
- Marina Port Premià
- Port El Balís (San Andrés de Llavaneras)
- Port del Masnou
- Port del Consorci Port de Mataró (Mataró)